# Corapipo
Corapipo és un gènere d'ocells de la família dels píprids (Pipridae).

## Taxonomia
Segons la Classificació del Congrés Ornitològic Internacional (versió 14.2, 2024) aquest gènere està format per tres espècies:
- Corapipo gutturalis - manaquí pitblanc.
- Corapipo altera.
- Corapipo leucorrhoa - manaquí gorjablanc.